# دشتک (کوار)
دشتک (شیراز)، روستایی از توابع بخش کوار شهرستان شیراز در استان فارس ایران است.

## جمعیت
این روستا در دهستان کوار قرار دارد و براساس سرشماری مرکز آمار ایران در سال ۱۳۸۵، جمعیت آن ۱٬۲۷۱ نفر (۲۵۶خانوار) بوده‌است.